# Hermann Schwabedissen

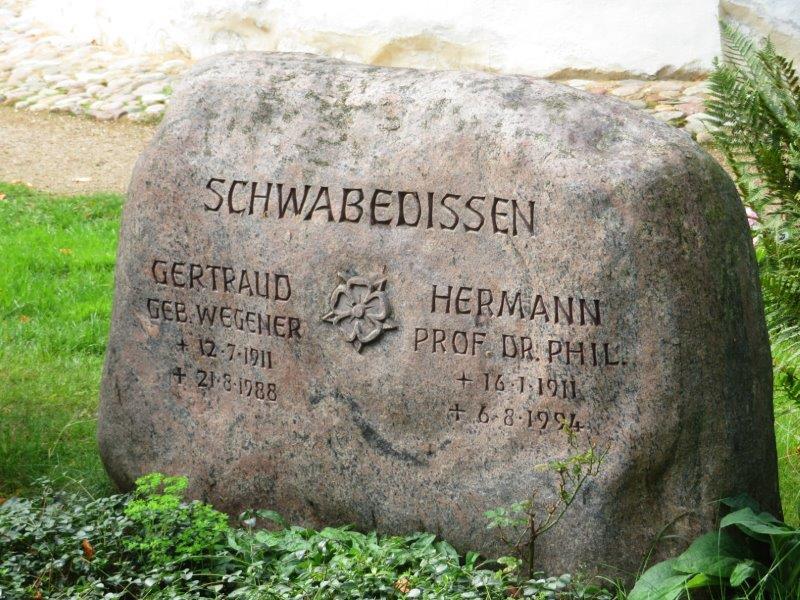
Grab auf dem Friedhof in Bosau

Hermann Friedrich Wilhelm Heinrich Schwabedissen (* 16. Januar 1911 in Meierberg; † 6. August 1994 in Bosau) war ein deutscher Prähistorischer Archäologe.

## Leben und Wirken
Hermann Schwabedissen besuchte die Oberschule (Aufbauschule) in Detmold, wo er 1931 das Abitur ablegte. Danach absolvierte er ein Lehramtsstudium an den Universitäten Hamburg, Wien, Marburg und Kiel. Im Jahre 1934 legte er in Hamburg die Lehramtsprüfung ab. Nach einem Jahr Militärdienst in Stettin und einem halben Jahr Schuldienst in Elbrinxen und Rischenau studierte er Ur- und Frühgeschichte in Kiel, wo er im Jahre 1938 promovierte. Im selben Jahr wurde er Assistent am Museum vorgeschichtlicher Altertümer in Kiel.
Für die Jahre 1940/41 erhielt er ein Reisestipendium der Römisch-Germanischen Kommission, das er jedoch auf Grund des Zweiten Weltkriegs nicht antreten konnte. Im Jahre 1942 wurde er Leiter des Anthropos-Institutes in Brünn im Reichsprotektorat Böhmen und Mähren.
Nach dem Krieg habilitierte er sich 1946 an der Universität Kiel. Von 1950 bis 1957 war er Kustos am Schleswig-Holsteinischen Landesmuseum in Schleswig. Ab 1954 war er außerplanmäßiger Professor an der Universität Kiel, seit 1957 Extraordinarius und ab 1961 Lehrstuhlinhaber und Direktor des Instituts für Ur- und Frühgeschichte der Universität zu Köln. Auf seine Initiative hin entstanden am Kölner Institut die drei naturwissenschaftlichen Labore für Archäobotanik, C14-Datierung und Dendrochronologie. Von 1960 bis 1962 war er Erster Vorsitzender der Deutschen Quartärvereinigung. Im Jahre 1978 wurde er emeritiert, sein Nachfolger in Köln wurde Wolfgang Taute. Zuletzt lebte er in Bosau am Plöner See in Schleswig-Holstein.
Auf Schwabedissen geht die regionale Gliederung der Federmesser-Gruppen zurück (1954). Auch prägte er den Begriff der Ertebölle-Ellerbek-Kultur (1958). Unter seiner Leitung wurden zwischen 1947 und 1963 als NDW/DFG-Projekt in mehreren Kampagnen die archäologischen Untersuchungen in der steinzeitlichen Siedlungskammer im Satrupholmer Moor durchgeführt.

## Veröffentlichungen (Auswahl)
- Die mittlere Steinzeit im westlichen Norddeutschland, Neumünster 1944.
- Die Federmesser-Gruppen des nordwesteuropäischen Flachlandes. Zur Ausbreitung des Spät-Magdalénien. Karl Wachholtz, Neumünster 1954.
- Vom Jäger zum Bauern der Steinzeit in Schleswig-Holstein, Karl Wachholtz, Neumünster 1961.